# Streitberg (Heidesee)
Der Streitberg ist eine 84,2 m ü. NHN hohe Erhebung auf der Gemarkung der Gemeinde Heidesee im Landkreis Dahme-Spreewald in Brandenburg.

## Lage
Die Erhebung befindet sich im östlichen Teil der Gemarkung auf dem Gebiet des Heideseer Ortsteils Streganz und dort rund 780 m südsüdöstlich des historischen Ortskerns. Nördlich liegt der Linowsee im gleichnamigen Naturschutzgebiet, östlich und südlich grenzt das Gebiet der Stadt Storkow (Mark) an.
Die Erhebung wurde in früheren Dokumenten als Eichberg bezeichnet – benannt nach zahlreichen Eichen, die sich entlang der Straße mit der amtlichen Widmung Am Eichberg befindet. Die Eiche am Gebäude Am Eichberg Nr. 4 ist beispielsweise rund 200 Jahre alt und besitzt einen Stammumfang von rund vier Metern. Warum die historische Bezeichnung aufgegeben wurde, ist nicht bekannt. Auf dem Urmesstischblatt von 1846 wurde die Erhebung bereits als Streitberg geführt.

## Ausgestaltung
Zwar hat die Erhebung eine Höhe von rund 84 Metern; das Umland befindet sich jedoch bereits auf rund 40 Metern Höhe. Auf der Bergkuppe befindet sich neben einer Sitzgelegenheit auch ein Findling mit einem Sator-Quadrat. Zwei weitere Steine sollen – so ein Ausgang am Berg – als „Wächter“ und „Heiler“ dienen und damit spirituellen Zwecken dienen. Gleiches gilt für einen flacheren Stein mit zwei Vertiefungen, in denen Speisen und Getränke für „Naturgeister“ dargereicht werden können.